# Прухтен
Прухтен (нім. Pruchten) — громада в Німеччині, розташована в землі Мекленбург-Передня Померанія. Входить до складу району Передня Померанія-Рюген. Складова частина об'єднання громад Барт.
Площа — 8,16 км2. Населення становить 715 ос. (станом на 31 грудня 2020).